# Diplodia thalassia
Diplodia thalassia är en svampart som beskrevs av N.J. Artemczuk 1980. Diplodia thalassia ingår i släktet Diplodia och familjen Botryosphaeriaceae.   Inga underarter finns listade i Catalogue of Life.